# Melanagromyza hibisci
Melanagromyza hibisci är en tvåvingeart som beskrevs av Spencer 1961. Melanagromyza hibisci ingår i släktet Melanagromyza och familjen minerarflugor. Inga underarter finns listade i Catalogue of Life.